# Adiós, querida Luna
Adiós, querida Luna es una película argentina de ciencia ficción filmada en 2003 y estrenada el 12 de mayo de 2005. Fue dirigida por Fernando Spiner y escrita por Sergio Bizzio, Valentín Javier Diment, Alejandra Flechner y Alejandro Urdapilleta.

## Sinopsis
En el año 2068 la Tierra está plagada por tifones, maremotos, sequías e inundaciones. En este contexto apocalíptico, un científico argentino, Carlos Nahuel Goldstein, esboza una teoría: conociendo que el eje de rotación del planeta está inclinado debido a la fuerza gravitatoria ejercida por la Luna, si los hombres fueran capaces de destruirla, la Tierra sería enderezada y luego el clima se estabilizaría.
Si bien la comunidad internacional rechaza ese razonamiento, el gobierno argentino, sin consultar a las demás naciones, decide ponerse a la vanguardia de la humanidad y enviar una misión secreta para bombardear la Luna. El proyecto se llama "Adiós, querida Luna". Cuando las grandes potencias se enteran, se amenaza con aplicar severas sanciones económicas a la Argentina, lo que obliga a abortar la misión. Los tripulantes de la nave Estanislao son abandonados a su suerte, volando sin control. La tripulación está compuesta por tres astronautas argentinos: el Comandante Humberto Delgado (Gabriel Goity), el Subcomandante Esteban Ulloa (Alejandro Urdapilleta) y la Subcomandante Silvia Rodulfo (Alejandra Flechner).
Al estar solos frente a un destino incierto, las pasiones entre la tripulación comienzan a surgir. Pero una presencia extraterrestre los observa y arroja al comandante Delgado al espacio. Cuando están solos en la nave, Rodulfo le confiesa su amor a Ulloa. Su pasión obsesiva la convirtió en astronauta, para estar cerca de su amado. Afectado por la confesión, Ulloa se entrega a ella. Son un Adán y Eva en las puertas de un nuevo universo. Pero, inesperadamente, un extraterrestre (Horacio Fontova) irrumpe en la nave para declarar su amor por Silvia.

## Reparto
- Alejandro Urdapilleta como Subcomandante Esteban Ulloa
- Alejandra Flechner como Subcomandante Silvia C. Rodulfo
- Gabriel Goity como Comandante Humberto A. Delgado
- Horacio Fontova como García, el extraterrestre
- Luis Ziembrowski como Loiácono (voz)
- Claudio Rissi como Narrador en el prólogo (voz)

## Premios
Ganadora
- Festival Internacional de Cine de Mar del Plata: Mejor actor, Alejandro Urdapilleta; 2004.

Nominada
- Premios Cóndor de Plata: Mejor vestuario, Ricky Casali y Paola Delgado; 2006.